# Baile de Diablos Malditos de Salou

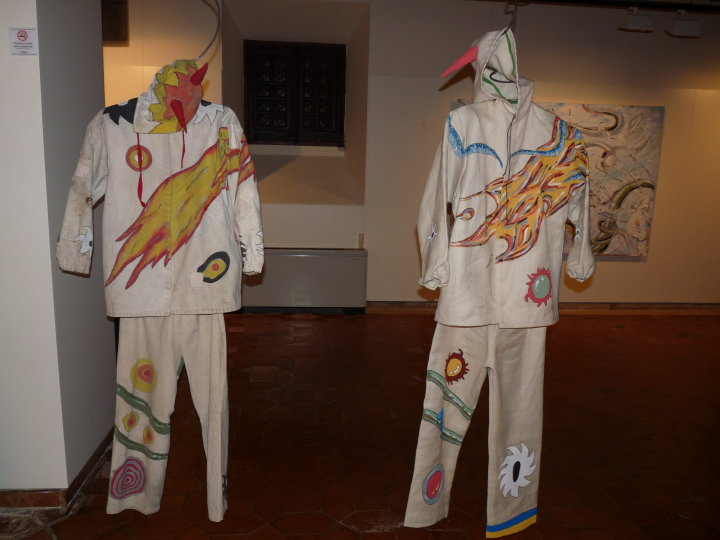
Indumentaria de los integrantes del Ball de Diables Maleïts de Salou.

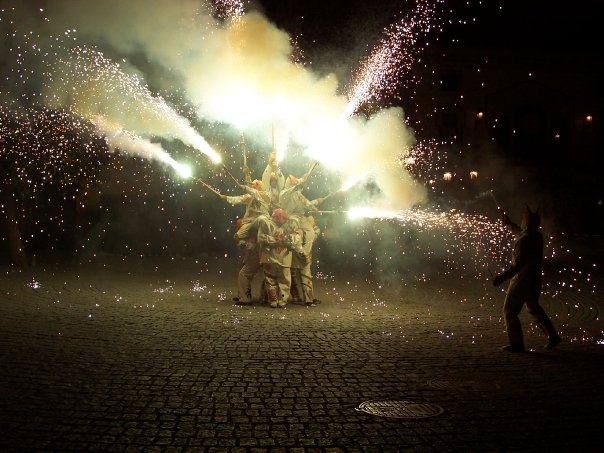
Representación del Ball de Diables Maleïts de Salou.

El Baile de Diablos Malditos de Salou (en catalán: Ball de diables maleïts de Salou) es una asociación creada para representar en eventos festivos y culturales el tradicional baile de diablos, (en catalán: ball de diables), representación de arraigo medieval y origen catalán que también está presente en la Comunidad Valenciana e Islas Baleares.

## Fundación
Está agrupación salouense fue fundada en el año 1999, nace como consecuencia de las gestiones realizadas por miembros de la antigua Comisión de fiestas de Salou y la Agrupación Gegantera, con la Concejalía de Cultura del municipio.

## Historia
La primera noticia escrita sobre un Baile de Diablos, según el etnólogo y folklorista catalán Joan Amades, data del año 1150. El acto fue representado en el banquete de la boda del conde de Barcelona, Ramón Berenguer IV con la princesa Petronila, hija del rey de Aragón. La crónica explica que representaba la lucha de unos demonios, dirigidos por Lucifer, contra el Arcángel San Miguel y una cuadrilla de ángeles.

## Estructura y características
Dentro de la estructura de los Diablos malditos de Saloue encontraremos a:
- Diablos: Portan una maza que representan a un pulpo de ocho patas de hierro, y en su indumentaria se representa un dragón de dinastía Tang (618-907), que exhala fuego y que es mitad dragón mitad serpiente.
- Lucifer: Diablo con capa que porta un cetro que representa a un caballito de mar con alas y cuernos desproporcionados, con cola de demonio y pose intimidatoria.
- Diablesa: Porta una casaca en la que se representa a una serpiente marina y porta un cetro que representa a una gaviota con las alas desplegadas y una actitud amenazadora.
- Tabal: Tamboril hecho de madera y piel, que acompaña la procesión de diablos y les incita al baile y el fuego.
- Xaloc: Gigante o bestia no descrita, mitad demonio mitad dragón de naturaleza amfibia, que a su vez es portador de fuego y que acompaña a los diablos, su nombre tiene su origen en un viento del sudeste suave y cálido.
- Brujas: Las Bruixes acompañan a los diablos en su festival de fuego en las representaciones.

## Junta Gestora
Formada por German Colomines, Eduard Pascual, Juan José Gabriel, Carol Barragán, Maribel Cejudo, Francesc Orts.